# Иса, Хидэнори
Хидэнори Иса (яп. 井佐 英徳 Иса Хидэнори, 30 июля 1976, Одзия, Ниигата) — японский биатлонист, неоднократный участник Олимпийских игр и чемпионатов мира. Чемпион Азиатских игр 2007 года в спринте, двукратный серебряный призёр в эстафете и обладатель бронзы в индивидуальной гонке.
Завершил карьеру 13 Февраля 2014 года, на 22 зимних олимпийских играх в Сочи.

## Карьера
В Кубке мира Иса дебютировал в сезоне 2000/01 на первом же этапе в Антерсельве, став 62-м в индивидуальной гонке. С тех пор он не пропустил ни одного чемпионата мира и ни одних Олимпийских игр. Лучший его результат в личной гонке на этапе Кубков мира был показан в сезоне 2009/10 в Поклюке, когда он поделил с австрийцем Симоном Эдером десятое место в спринте, не допустив ни одного промаха. Наивысшее персональное достиженее Хидэнори на Олимпийских играх — 35-е место в преследовании на Олимпийских играх 2006 года в Турине, а на чемпионатах мира — 25-е место в преследовании на чемпионате мира 2005 года в Хохфильцене.
В 2010 году Иса стал абсолютным чемпионом Азии по биатлону, одержав победы во всех четырёх дисциплинах домашнего для него турнира: спринте, преследовании, масс-старте и смешанной эстафете. Также японцу покорились одно «золото», два «серебра» и одна «бронза» Азиатских игр.